# Landeszeughaus

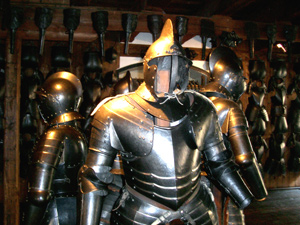
Armură din arsenal

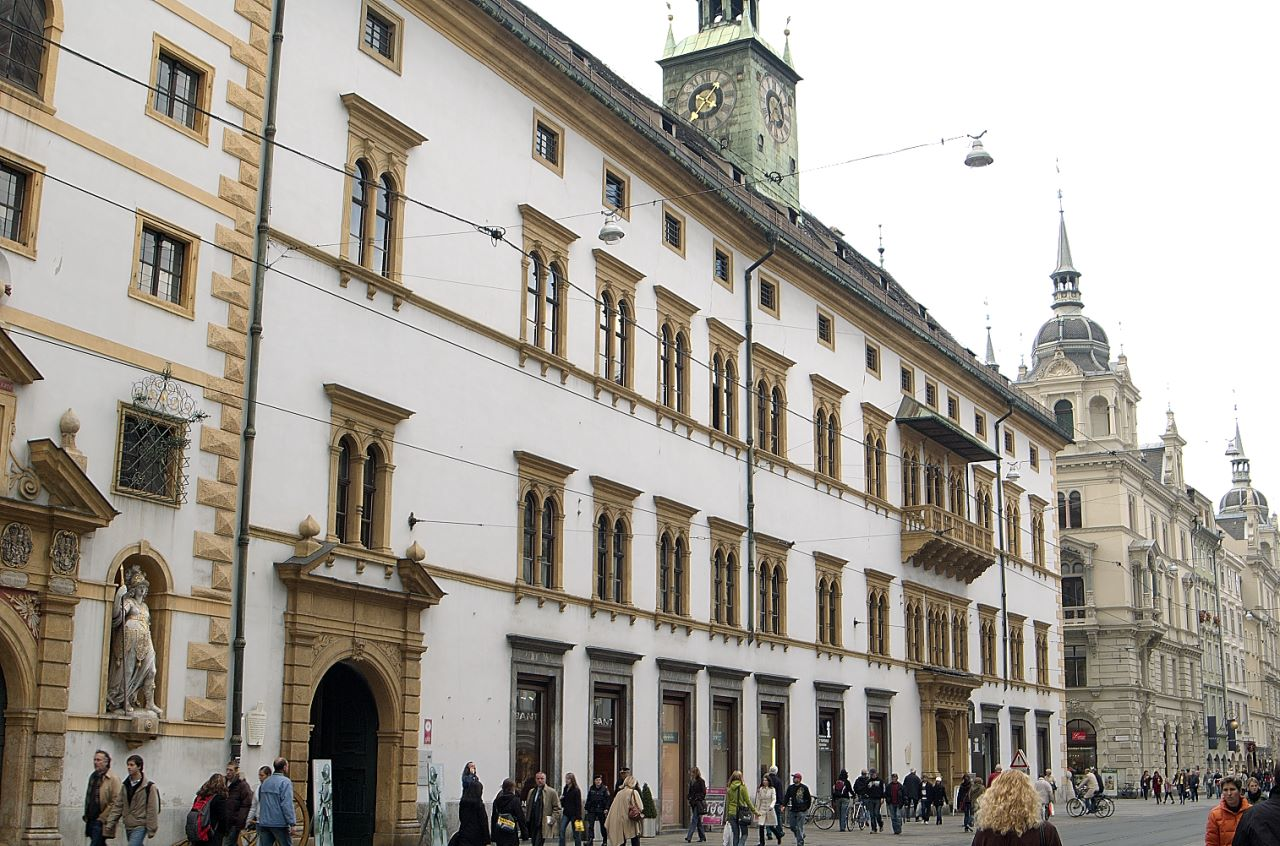
Faţada Arsenalului

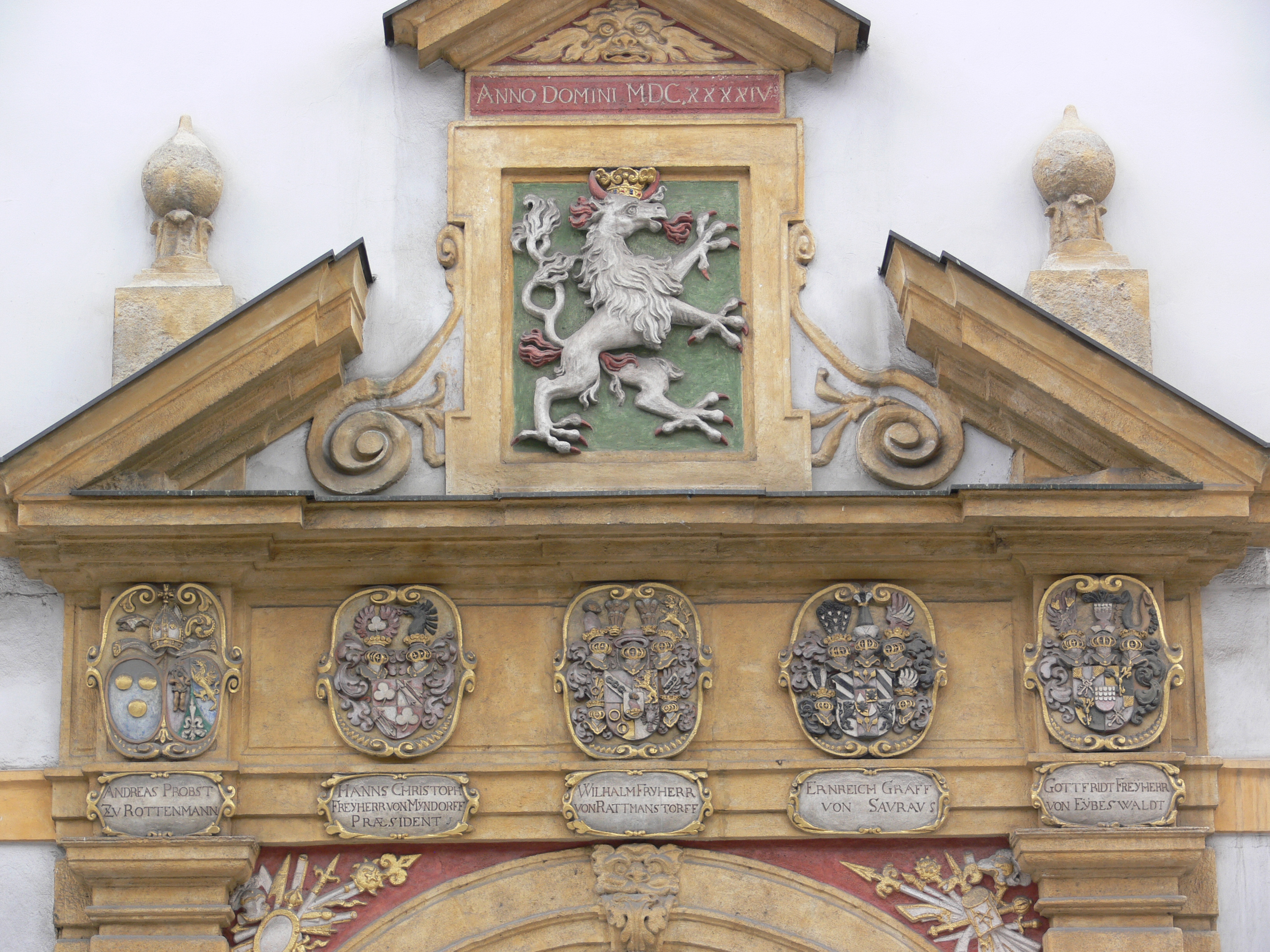
Portalul arsenalului cu pantera stiriană

Arsenalul statal (în germană Landeszeughaus) din Graz a fost construit în perioada 1642-1647 și a fost depozitul central de arme din Stiria. Armele depozitate aici au fost folosite pentru apărarea granițelor Stiriei de invazia trupelor otomane din secolul al XVI-lea. Cu cele 32.000 de exponate de toate tipurile, el este cel mai mare arsenal din lume, armele fiind în mare parte conservate în starea lor inițială. Clădirea este acum o parte a Universalmuseum Joanneum și atrage anual mii de turiști și iubitori de arme istorice din întreaga lume.

## Istoric
În anul 1551 apare pentru prima dată în cronici denumirea Zeughaus pentru locul unde erau depozitate armele folosite de militarii din Graz. Acestea se aflau în vechiul Landhaus și la fortificațiile de la porțile orașului. După construirea noului Landhaus începând din 1565 armele au fost depozitate în clădiri spațioase. Amenințarea militară în creștere a dus la o înflorire a producției de arme și la construirea actualei clădiri a arsenalului în perioada 1642-1644 după planurile arhitectului tirolez Anton Solar. Aici a fost depozitat și păstrat echipamentul militar pentru 16.000 de oameni. A existat un perimetru defensiv la 100 km sud de Graz, pe teritoriile de astăzi ale statelor Croația și Ungaria, pentru a apăra Stiria împotriva turcilor. Arsenalul și-a pierdut din importanță după Pacea de la Karlowitz din 1699 când s-a stabilit o graniță relativ stabilă cu Imperiul Otoman, care nu a mai necesitat concentrarea unui număr mare de soldați pentru a o apăra.
După aproximativ 100 de ani de utilizare, împărăteasa austriacă Maria Tereza a vrut să închidă depozitul de arme, deoarece ea dorea să reformeze și să centralizeze forțele militare ale Austriei. Toate armele și armurile trebuiau aduse la Viena. Cu toate acestea, autoritățile din Stiria au reușit să o convingă pe împărăteasă de valoarea sentimentală a arsenalului, ca simbol pentru lupta austriecilor împotriva turcilor. Arsenalul a rămas astfel cu întregul său echipament și este în prezent cel mai vechi muzeu din Stiria. În 1892 a fost încorporat în cadrul Universalmuseum Joanneum.

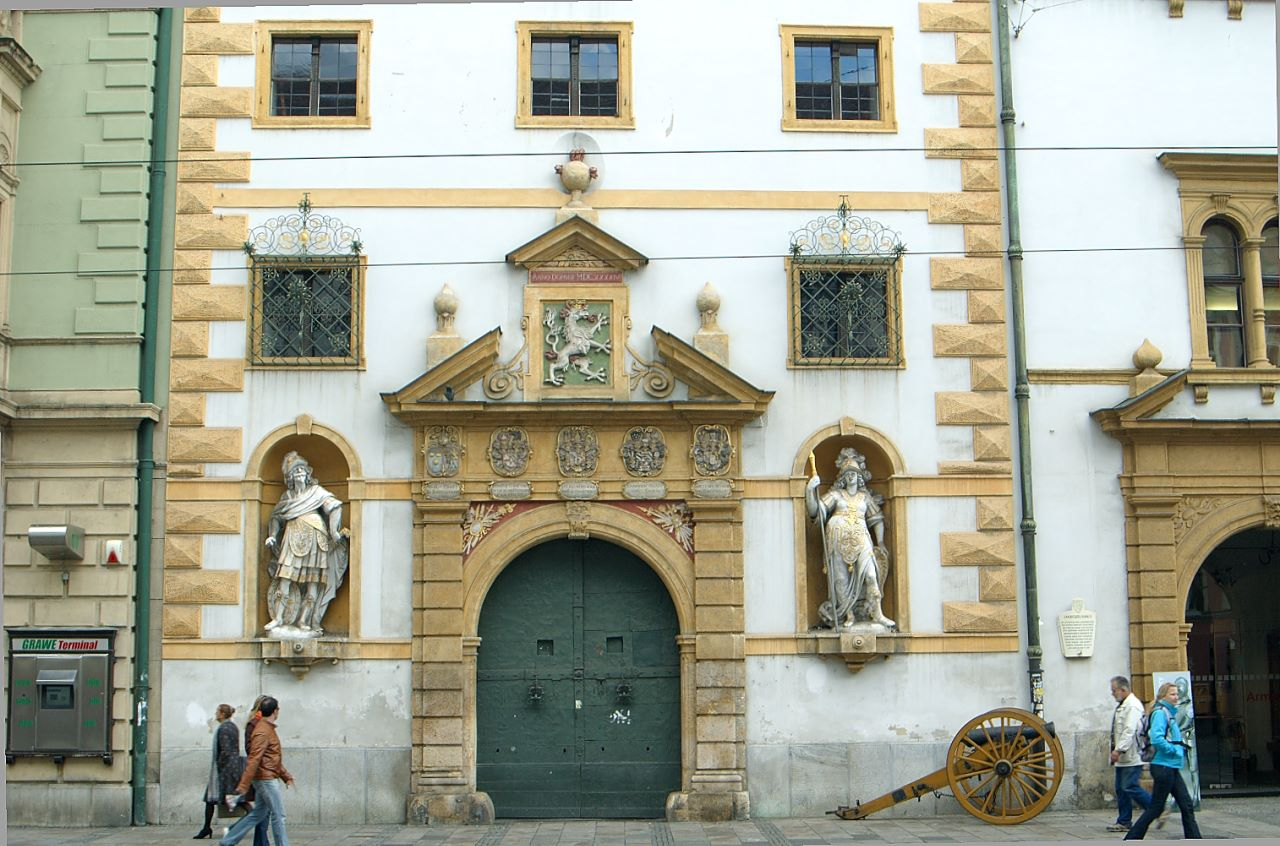
Intrarea

În timpul celui de-al doilea război mondial muzeul a fost evacuat și toate armele au fost duse în trei castele îndepărtate din Stiria. Cu ajutorul forțelor de ocupație britanice ele au fost transportate înapoi fără a se înregistra pierderi. În aprilie 1946, Arsenalul statal a putut fi deschis din nou.

## Inventarul actual
Astăzi Arsenalul din Graz este, cu cele aproximativ 32.000 de exponate, cea mai mare colecție de arme istorice (circa 3.840 armuri, coifuri, cămăși de zale și scuturi), săbii (2.414 bucăți), halebarde (5.395 bucăți), puști (3.867 bucăți), pistoale (4.259 bucăți) și accesorii de toate tipurile (printre care 3.449 de tolbe cu praf de pușcă). Cu acest inventar ar fi totuși posibil să se echipeze circa 5.000 de oameni. Armele ofițerilor care se află în colecție sunt bogat decorate și provin din atelierele din Innsbruck, Augsburg sau Nürnberg. Printre echipamentele expuse se află următoarele:
- armura arhiducelui Carol al II-lea al Austriei; fabricată de Conrad Richter, Augsburg, ca. 1565
- armură de cal confecționată de Konrad Seusenhofer, Innsbruck, ca. 1510
- armura de paradă confecționată de Michael Witz d. J., Innsbruck, ca. 1550

## Vizitare
Arsenalul se află chiar în centrul orașului, la mică distanță de Hauptplatz, în Herrengasse nr. 16. El este deschis șapte zile pe săptămână pe tot parcursul anului. În timpul iernii, Arsenalul poate fi vizitat doar prin tururi cu ghid.